# Herb powiatu żarskiego
Herb powiatu żarskiego – jeden z symboli powiatu żarskiego.

## Wygląd i symbolika
Herb przedstawia na tarczy późnogotyckiej dwudzielnej z prawa w skos w polu lewym na czerwonym tle srebrną strzałę między dwiema sześcioramiennymi gwiazdami, w polu prawym na złotym tle czerwone poroże. Są to symbole rodów Promnitzów i Bibersteinów, występujące również w herbie Żar.